# György Lukács
György Lukács (i megen litteratur Georg Lukács, født 13. april 1885 i Budapest, død 4. juni 1971 sammesteds) var en ungarsk hegeliansk og marxistisk filosof og litteraturkritiker. Hans værker, særlig Geschichte und Klassenbewusstsein (1923), har haft stor indflydelse på bl.a. Frankfurterskolen. Lukács fulde navn var Georg Bernhard von Lukács von Szegedin på tysk, og på ungarsk szegedi Lukács György Bernát.

## Liv og arbejde
Lukács kom fra en velhavende familie fra det jødisk-ungarske borgerskab. Hans far Josef var bankdirektør i Budapest og havde i 1890 taget navneforandring fra Löwinger til Lukács. Hans mor, Adele (født Wertheimer), var et medlem af en af grenene af træhandelsdynastien Neuschloss og var rig igennem arv. György Lukacs trådte i 1918 ind i det ungarske kommunistparti. Han var under den fire måneder lange Ungarske Rådsrepublik i 1919 stedfortræder for folkekommissæren for undervisning i Béla Kuns regering. Maj-juni samme år var han politisk kommissær i Den Røde Hær. Otte mennesker blev henrettet på hans ordre i Poroszló i den centrale del af Ungarn. 
Oprindeligt under indflydelse af nykantianisme (Emil Lask) såvel som Georg Simmel og Max Weber, stod Lukács i sine tidlige filosofiske skrifter i lignende grad i gæld til Hegel og Marx. Hans tanker udviklede sig senere i retning af en idealistisk præget marxisme. Han lærte tidligt Ernst Bloch at kende, og begge var del af kredsen omkring Max Weber.
Lukács opnåede sin første store anerkendelse som følge af sin udgivelsen af Theorie des Romans i 1916. 

## Værker
- Theorie des Romans (1916)
- Geschichte und Klassenbewußtsein (1923)
- Goethe und seine Zeit (1947)
- Der junge Hegel – Über die Beziehungen von Dialektik und Ökonomie (1948)
- Deutsche Literatur im Zeitalter des Imperialismus (1950)
- Existentialismus oder Marxismus (1951)
- Deutsche Realisten des 19. Jahrhunderts (1951)
- Balzac und der französische Realismus (1952)
- Der russische Realismus in der Weltliteratur (1953)
- Die Zerstörung der Vernunft, Berlin 1954
- Der russische Realismus in der Weltliteratur (1964)
- Ontologie – Marx. Zur Ontologie des gesellschaftlichen Seins. Die Ontologischen Grundprinzipien bei Marx (1972)
- Ästhetik. in Vier Teilen (1972-76)